# Agramunt
Agramunt es un municipio español de la comarca catalana del Urgel, en la provincia de Lérida. Según datos de 2019 su población era de 5371 habitantes. Incluye los núcleos de Almenara Alta, Mafet, Montclar, Puellas y Donzell d'Urgell, este último incorporado al municipio en la década de 1960.
Agramunt es la población líder de la Ribera del Sió situado en el punto de confluencia del Urgell, Segarra y la Noguera. Tiene como eje el río Sió, en dirección este-oeste. Agramunt es la segunda ciudad en importancia de la comarca del Urgell, situada al pie del río Sió, al norte de la comarca. Es una villa industrial, de servicios y agrícola, muy conocida por sus fábricas de turrón y chocolate. Son importantes también sus industrias metalúrgicas.

## Historia
La conquista de la ciudad tuvo lugar en 1070 y corrió a cargo de Ermengol IV de Urgel. En 1163 le fue concedida carta de población. Hasta 1314 fue la capital del condado de Urgel lo que le valió algunos privilegios, como en 1200 el de poder acuñar la moneda propia del condado.
En 1413, y tras las luchas que siguieron al compromiso de Caspe, la ciudad se rindió a las tropas de Fernando I de Antequera. Pocos años más tarde, la villa pasó a manos de Juan II de Aragón quien, en 1452, la entregó como prenda por unas deudas contraídas con el conde de Pallás. En 1472 Agramunt regresó a manos de la corona. Tras los Decretos de Nueva Planta pasó a formar parte del corregimiento de Cardona.
Durante la guerra de los Segadores la ciudad fue conquistada primero por las tropas de Castilla, ocupada por tropas francesas en 1644, y tomada de nuevo por las castellanas en 1646. Durante la guerra de sucesión española cayó en manos de las tropas de Felipe V en 1711. Desde 1810 hasta 1814 estuvo ocupada por tropas francesas en el marco de la Guerra de la Independencia Española.

## Monumentos y lugares de interés
- Museo etnológico municipal
- Iglesia de Santa María
- Refugio antiaéreo de la Guerra Civil, situado debajo de la iglesia.
- Porxada de la plaza de la Iglesia
- Cisterna y pozo de hielo en el parque del Convento
- Espacio Guinovart de Agramunt, del artista Josep Guinovart, situado en el antiguo mercado municipal.
- Lo Pardal, casa de poesía visual con obras del artista local Guillem Viladot.
- Parque de Riella
- Pilar de Almenara
- Sierra de Agramunt

## Geografía humana

### Demografía
Cuenta con una población de 5629 habitantes (INE 2024).
| Gráfica de evolución demográfica de Agramunt entre 1842 y 2021 |
| |
| Población de derecho según los censos de población del INE Población de hecho según los censos de población del INEEntre el censo de 1857 y el anterior, crece el término del municipio porque incorpora a 255006 (Aladrell), 255009 (Almenera Alta), 255220 (Mafet) Entre el censo de 1970 y el anterior, crece el término del municipio porque incorpora a 25534 (Doncell) |

### Entidades de población
| Entidades de población        | Habitantes (2019) |
| ----------------------------- | ----------------- |
| Agramunt                      | 5167              |
| Almenara Alta                 | 10                |
| Doncell (la Donzell d'Urgell) | 20                |
| Mafet                         | 57                |
| Montclar (Montclar d'Urgell)  | 106               |
| Puellas (les Puelles)         | 11                |

## Cultura

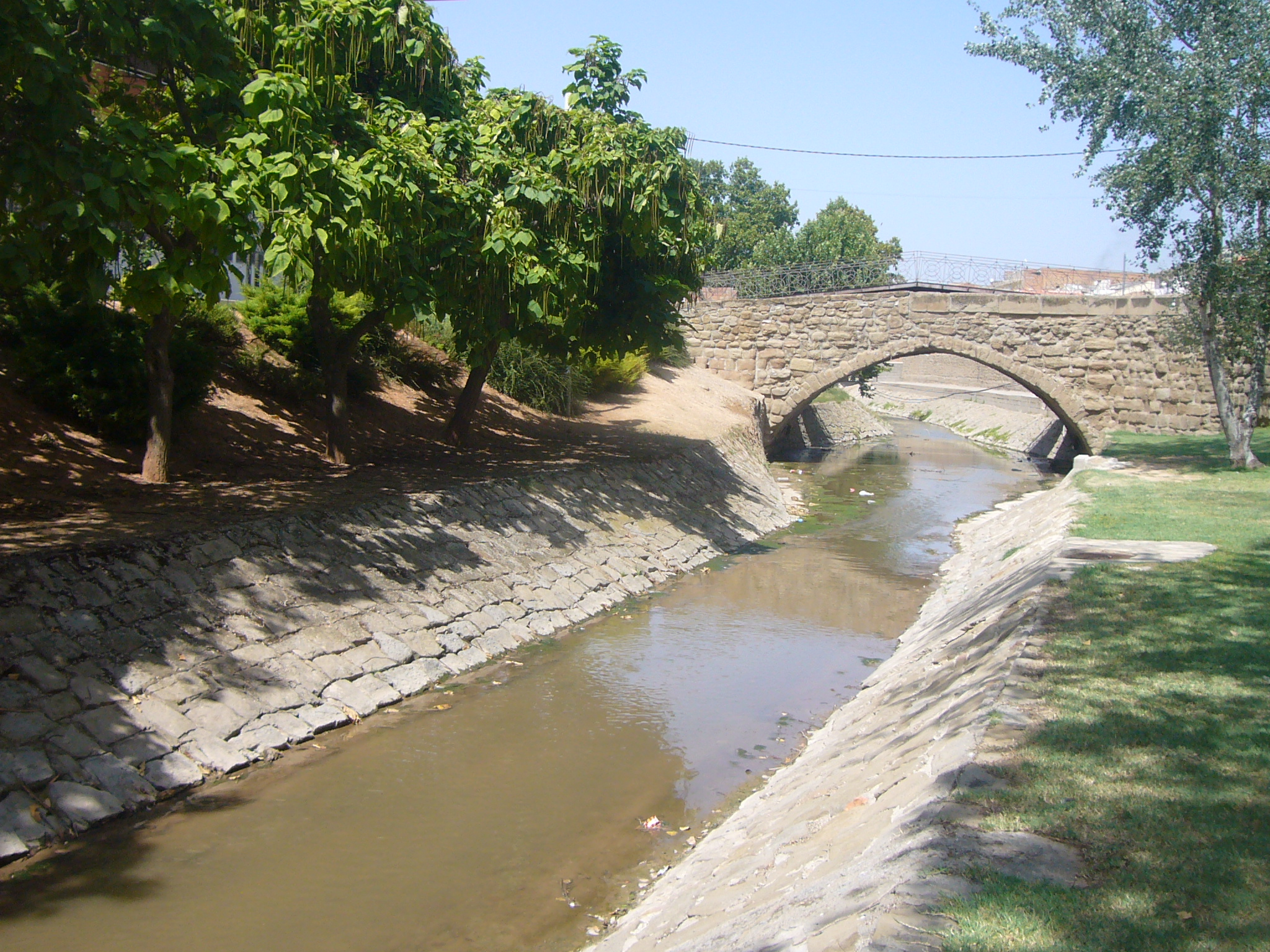
Puente de piedra de Agramunt

La iglesia parroquial está dedicada al Espíritu Santo y a Santa María. No se conoce su fecha exacta de construcción, pero se deduce que fue a mediados del siglo XII. Fue declarada Monumento Nacional el 3 de junio de 1931 y desde 1953 ha tenido diversas intervenciones de reconstrucción y restauración. Se trata de un edificio románico, compuesto por tres naves cubiertas con bóveda de cañón apuntada. Cada una de las naves tiene un ábside semicircular. La portalada principal está situada en el centro de la fachada oeste de la iglesia. Esta portalada junto con la dels "Fillols de la Seu Vella de Lleida, es la más importante de las conocidas como de la Escuela Leridana que se construyeron en el siglo XIII. Está incluida dentro del denominado estilo leridano, presidida por un grupo escultórico de la Virgen y el Niño con las escenas de la Anunciación o de la Epifanía a cada lado. DEbajo de este grupo escultórico puede leerse el gremio de tejedores de Agramunt de l'año 1283 quién pago por ello. 
La portalada situada en el muro de poniente fue construida también en el siglo XIII. Presenta diversas arquivoltas decoradas con motivos geométricos, figuras humanas o arquerías. Los capiteles presentan motivos vegetales. En el interior del templo se encuentra una imagen gótica de la Virgen del Socorro realizada en madera policromada.
El campanario de planta cuadrada y prismático corresponde a la época gótica, cosa que se manifiesta por las formas de los arcos apuntados i los 8 ventanales de las campanas. En la parte baja se observa un sarcófago. Hace unos años se abrió y se encontraron dos cuerpos, un hombre y una mujer con ricas vestimentas. Después de una restauración muy acurada se pueden ver dichas vestimentas en la sale de actos del Ayuntamiento de Agramunt con cita prèvia.
La villa de Montclar está presidida por el castillo, construido sobre una antigua torre romana y restaurado por completo en el siglo XVIII. Realizado en piedra, tiene una portalada formada por dovelas. En la dovela central aparece un escudo señorial en el que aparece inscrita la fecha de 1634. Desde 1979 está considerado como Monumento Histórico Artístico.
En Almenara Alta se encuentra una antigua torre de vigía conocida como el Pilar de Almenara. Fue construida en el siglo XI y tiene forma de cilindro y una altura aproximada de 14 metros. También se encuentra los restos de una capilla románica construida en el siglo XII en honor de san Vicente.
En el año 1994 se inauguró un Museo en Agramunt dedicado a la obra del pintor Josep Guinovart.

### Gastronomía
Destaca el Turrón de Agramunt que es un turrón elaborado en el municipio con avellanas o almendras, azúcar, miel y clara de huevo, presentado en tabletas redondas o rectangulares entrapanades de obleas de varios tamaños y pesos. La primera mención escrita data del 174. Es reconocido con la Indicación geográfica protegida por el Departamento de Agricultura desde 2002. Está inscrito en el Registro comunitario y regulado por la Orden AAR / 429/2009 de la Generalitat.

### Festividades
- Desde 1988, anualmente se celebra la Feria del Turrón y el Chocolate a la Piedra
- El primer fin de semana de septiembre se celebra la fiesta mayor

## Economía
La agricultura es principalmente de secano, predominando el cultivo de cereales. La fama del turrón hace que aumenten las visitas de compradores, sobre todo en época navideña, lo que ha provocado un aumento en el sector servicios. Agramunt cuenta con diversas industrias de diferentes sectores.